# Мазинки
Мазинки (укр. Мазинки) — село, входит в Переяслав-Хмельницкий район Киевской области Украины.
Население по переписи 2001 года составляло 864 человек. Почтовый индекс — 08432. Телефонный код — 4567. Занимает площадь 2183,9 га км².

## Местный совет
08432, Київська обл., Переяслав-Хмельницький р-н, с.Мазинки, вул.Миру,35